# رد عصبی
رد عصبی (انگلیسی: Engram) نورونی است که با شکل‌گیری خاطرات فعال می‌شود و زمانی که این نورون‌ها در زندگی روزانه با محرک‌هایی مانند تصویر، بو یا حس چشایی تحریک می‌شوند، خاطرات بازمی‌گردند.
نمایش یا باز نمود حافظه را در مغز رد عصبی نامیده‌اند که مسیر دیرپائی است و در نتیجهٔ تحریک بافت عصبی زنده در همه بخش‌های مختلف مغز پدید می‌آید. این ردهای عصبی را در بخشی از مغز به نام دم اسب مشخص ساخته‌اند.
اطلاعات حسی که وارد مغز می‌شوند آنقدر از یک یاخته به یاخته دیگر انتقال می‌یابد تا یک مدار کامل تشکیل دهد. این مدار عصبی بر اثر تکرار جاافتاده‌تر و مشخص‌تر می‌شود و یک تغییر ساختاری به صورت اطلاعات حسی و تکانش دائم یا نیروی محرک عصبی در مغز پدیدمی‌آورد که آن را مدار بازتاب نامیده‌اند. به این سبب ممکن است میلیادرها مسیر یا مدار حافظه در مغز انسان ایجاد شود.